# Sociedad Española de Agricultura Ecológica
La Sociedad Española de Agricultura Ecológica / Sociedad Española de Agroecología (SEAE), es una sociedad científica cuyo objetivo es aglutinar esfuerzos para el desarrollo de sistemas sustentables de producción agraria fundamentados en principios ecológicos y socioeconómicos respetuosos con el medio ambiente, a través de la agricultura ecológica y la agroecología. 
Son socios profesores de universidades, investigadores, técnicos, agricultores, estudiantes y personas interesadas en la agroecología. 
Pertenece a la Federación Internacional de Movimientos de Agricultura Orgánica (IFOAM- Organics International).
Se realiza un congreso científico cada dos años, estando en estudio que sea anual, dado el crecimiento de la agricultura ecológica.

## Historia
Fue fundada en 1992, en la Escuela de Ingenieros Agrónomos de Madrid.

## Actividades de SEAE
Las actividades de esta asociación son muchas, pero entre ellas se podrían destacar:
- Organización de jornadas y congresos científicos relacionados con la agroecología.
- Edición y distribución de publicaciones.
- Organización de cursos de formación.
- Realización y participación en estudios y proyectos.
- Servicio de asesoramiento técnico.
- Proyectos de cooperación internacional en agroecología.
- Apoyo a estudiantes.

## Congresos
Año - Lugar - Lema del congreso
1994 - Toledo - Prácticas Ecológicas para una Agricultura de Calidad.
1996 - Pamplona - Agricultura Ecológica y Desarrollo Rural.
1998 - Valencia - Una alternativa para el Mundo del Tercer Milenio.
2000 - Córdoba - Armonía entre Ecología y Economía.
2002 - Gijón (Asturias) - La agricultura y ganadería ecológicas en un marco de diversificación y desarrollo solidario
2004 - Almería - Agroecología: referentes para la transición de los sistemas agrarios
2006 - Zaragoza - Agricultura Ecológica: Gestión Sostenible del agua y calidad agroalimentaria
2008 - Bullas (Murcia) - Cambio climático, biodiversidad y desarrollo rural sostenible
2010 - Lérida - Calidad y Seguridad Alimentaria - Qualitat i Seguretat Alimentària
2022- XIV CONGRESO - Soberanía alimentaria, emergencia climática.